# Bleddyn Bowen
Bleddyn Bowen (Neath-Port Talbot, 16 de julio de 1961) es un ex–jugador británico de rugby que se desempeñaba como centro.

## Selección nacional
Fue convocado a los Dragones rojos por primera vez en noviembre de 1983 para enfrentar a los Stejarii y disputó su último partido en febrero de 1989 ante el XV del Trébol. En total jugó 24 partidos y marcó cinco tries, cinco penales y una conversión para un total de 37 puntos (un try valía 4 puntos por aquel entonces).

### Participaciones en Copas del Mundo
Solo disputó una Copa del Mundo; Nueva Zelanda 1987 donde los Dragones rojos ganaron su grupo, vencieron al XV de la Rosa en cuartos de final, fueron derrotados en semifinales por los All Blacks y luego obtuvieron la tercera posición al vencer a los Wallabies. Bowen fue llevado como suplente y marcó un try ante los Canucks, esta sigue siendo la mejor participación de Gales en la copa mundial.
| Mundial                       | Sede          | Resultado     | PJ | Tries |
| ----------------------------- | ------------- | ------------- | -- | ----- |
| Copa Mundial de Rugby de 1987 | Nueva Zelanda | Tercer puesto | 3  | 1     |